# Angra do Heroísmo
Angra do Heroísmo es la capital de la isla Terceira, en las Azores (Portugal). Tiene 35 402 habitantes. Aquí se encuentra la sede principal de la Universidad de las Azores. Angra do Heroísmo es también una de las tres capitales de las Azores junto a Ponta Delgada y Horta.

## Monumentos y lugares de interés
Detrás de la Bahía de Angra, donde las Carabelas y los Galeones venían antaño a buscar abrigo. Aquí se encuentra la sede de Angra do Heroísmo. Las casas son construidas de piedra y otras normales pintadas de color pastel.
El centro de la ciudad fue declarado Patrimonio de la Humanidad, por la Unesco en 1983.

## Demografía
| Población del municipio de Angra do Heroísmo (1849-2011) | Población del municipio de Angra do Heroísmo (1849-2011) | Población del municipio de Angra do Heroísmo (1849-2011) | Población del municipio de Angra do Heroísmo (1849-2011) | Población del municipio de Angra do Heroísmo (1849-2011) | Población del municipio de Angra do Heroísmo (1849-2011) | Población del municipio de Angra do Heroísmo (1849-2011) | Población del municipio de Angra do Heroísmo (1849-2011) | Población del municipio de Angra do Heroísmo (1849-2011) |
| -------------------------------------------------------- | -------------------------------------------------------- | -------------------------------------------------------- | -------------------------------------------------------- | -------------------------------------------------------- | -------------------------------------------------------- | -------------------------------------------------------- | -------------------------------------------------------- | -------------------------------------------------------- |
| 1849                                                     | 1900                                                     | 1930                                                     | 1960                                                     | 1981                                                     | 1991                                                     | 2001                                                     | 2004                                                     | 2011                                                     |
| 22973                                                    | 33002                                                    | 32828                                                    | 43374                                                    | 32808                                                    | 35270                                                    | 35581                                                    | 35103                                                    | 35402                                                    |

## Geografía

### Parroquias
- Altares
- Cinco Ribeiras
- Doze Ribeiras
- Feteira
- Nossa Senhora da Conceição
- Porto Judeu
- Posto Santo
- Raminho
- Ribeirinha
- Santa Bárbara
- Santa Luzia
- São Bartolomeu
- São Bento
- São Mateus da Calheta
- São Pedro
- Sé
- Serreta
- Terra Chã
- Vila de São Sebastião

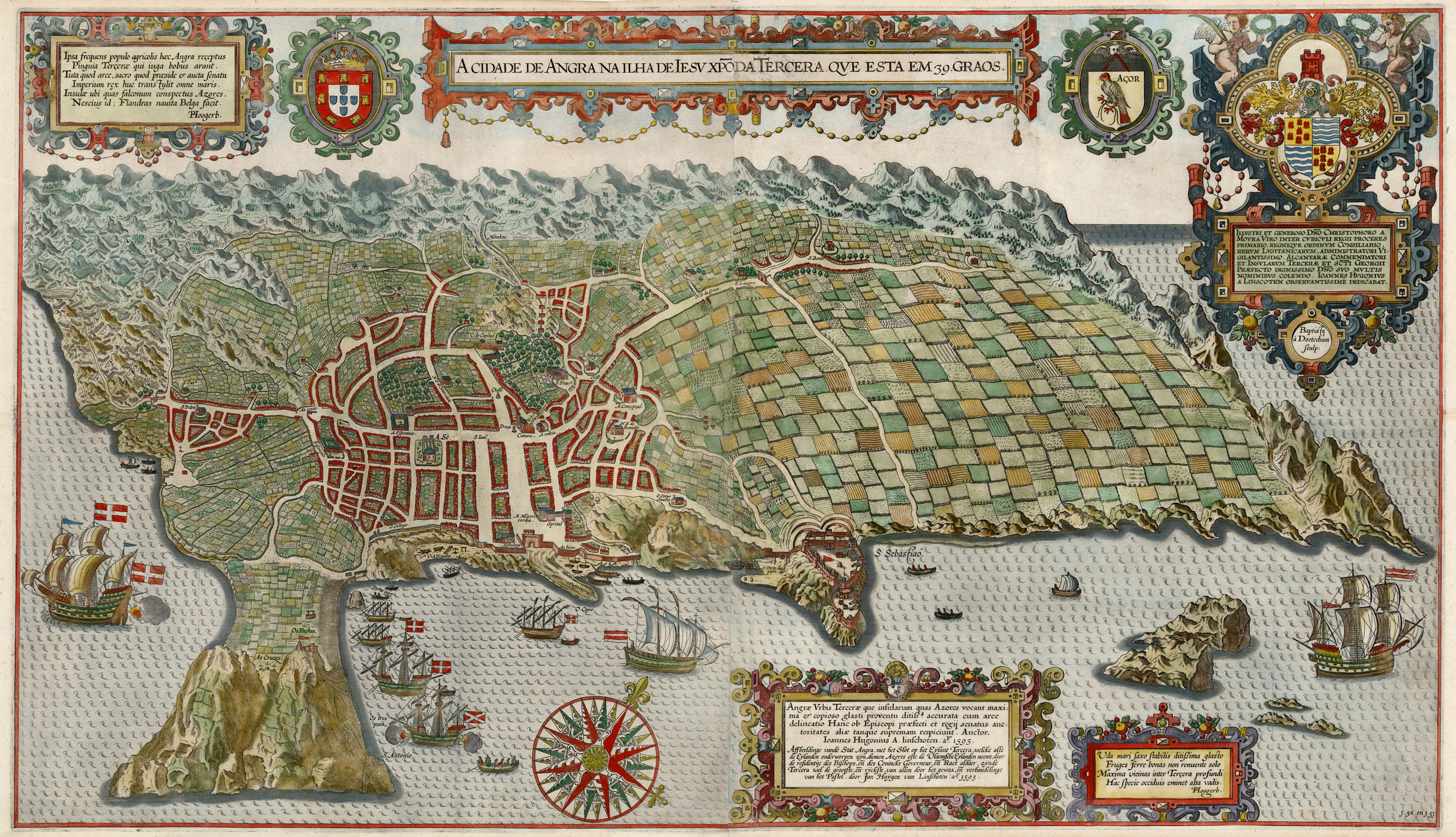
Isla Terceira (grabado de Jan Huygen van Linschoten, 1595) en el centro está Angra Como y monte Brasil.
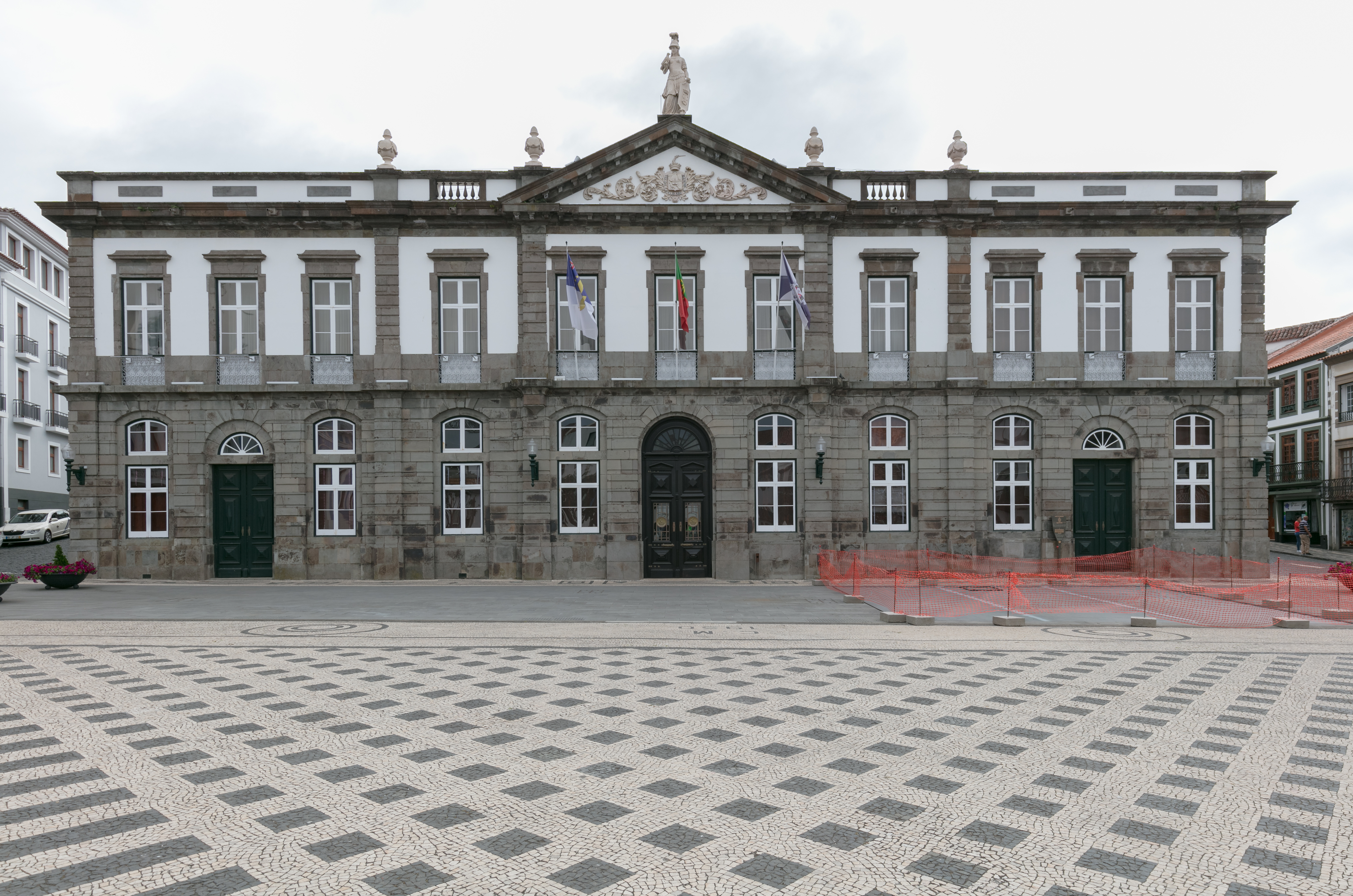
Ayuntamiento.
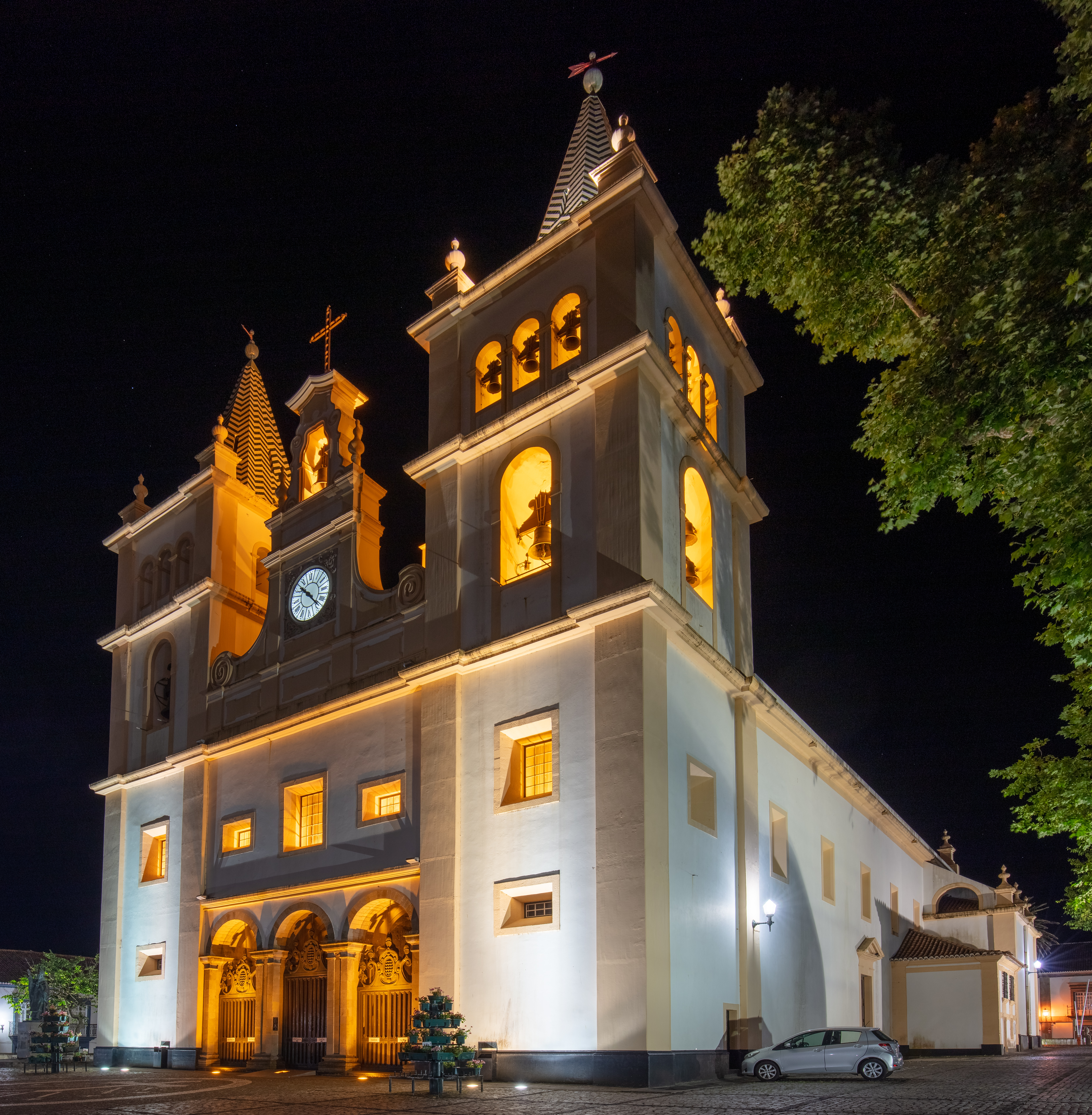
Catedral del Santo Salvador.
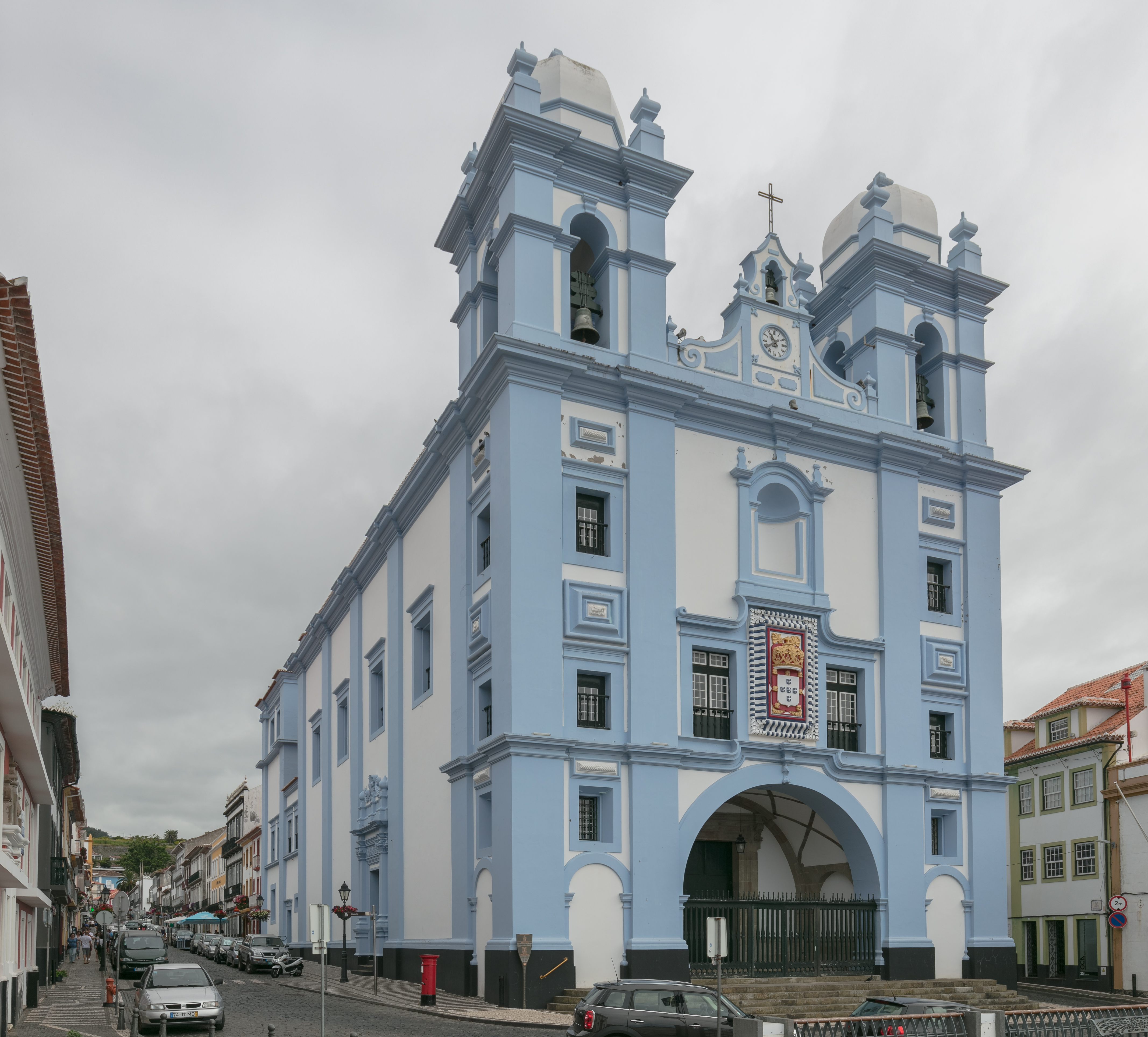
Iglesia de la Misericordia.
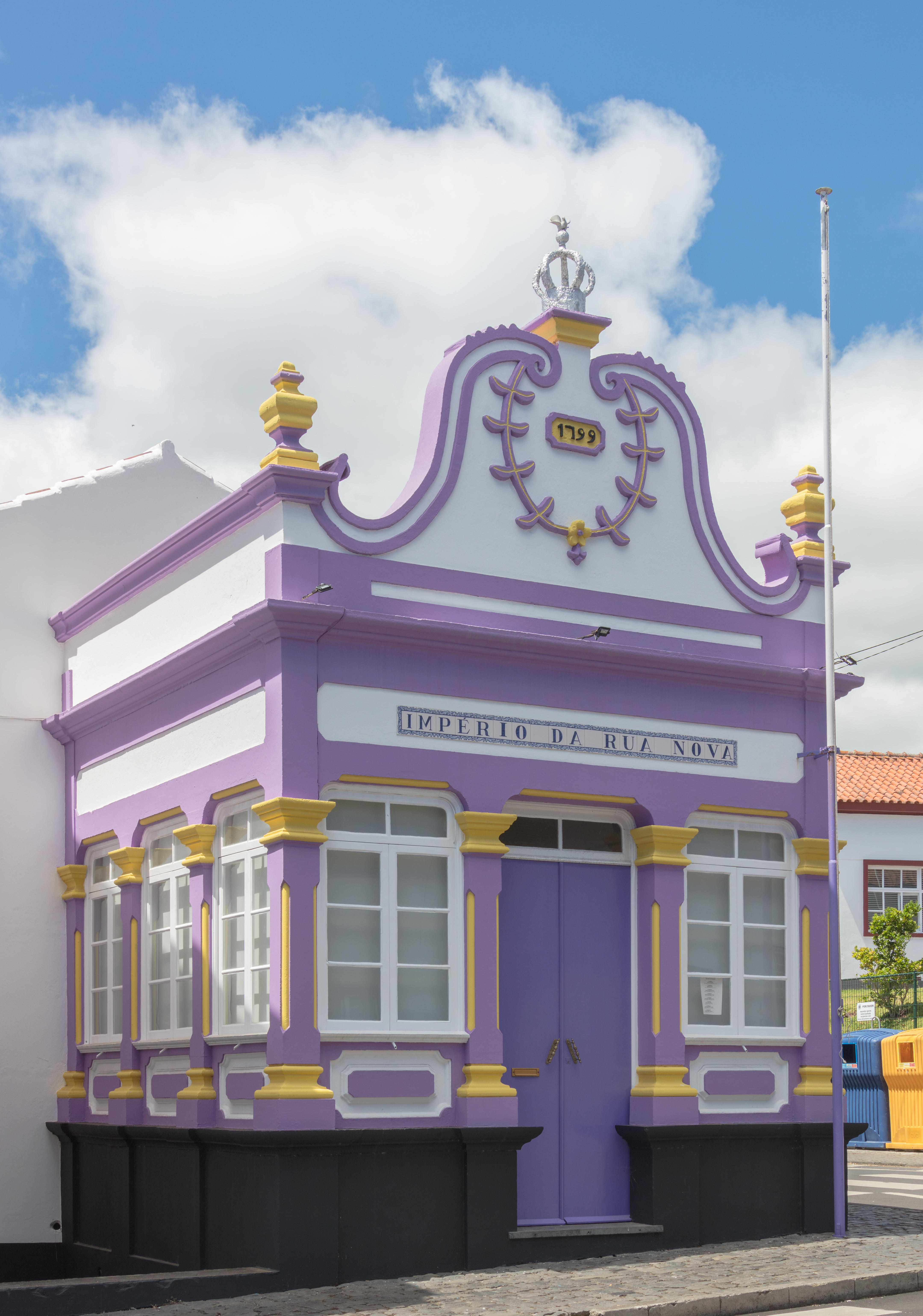
Império do Espírito Santo da Rua Nova.
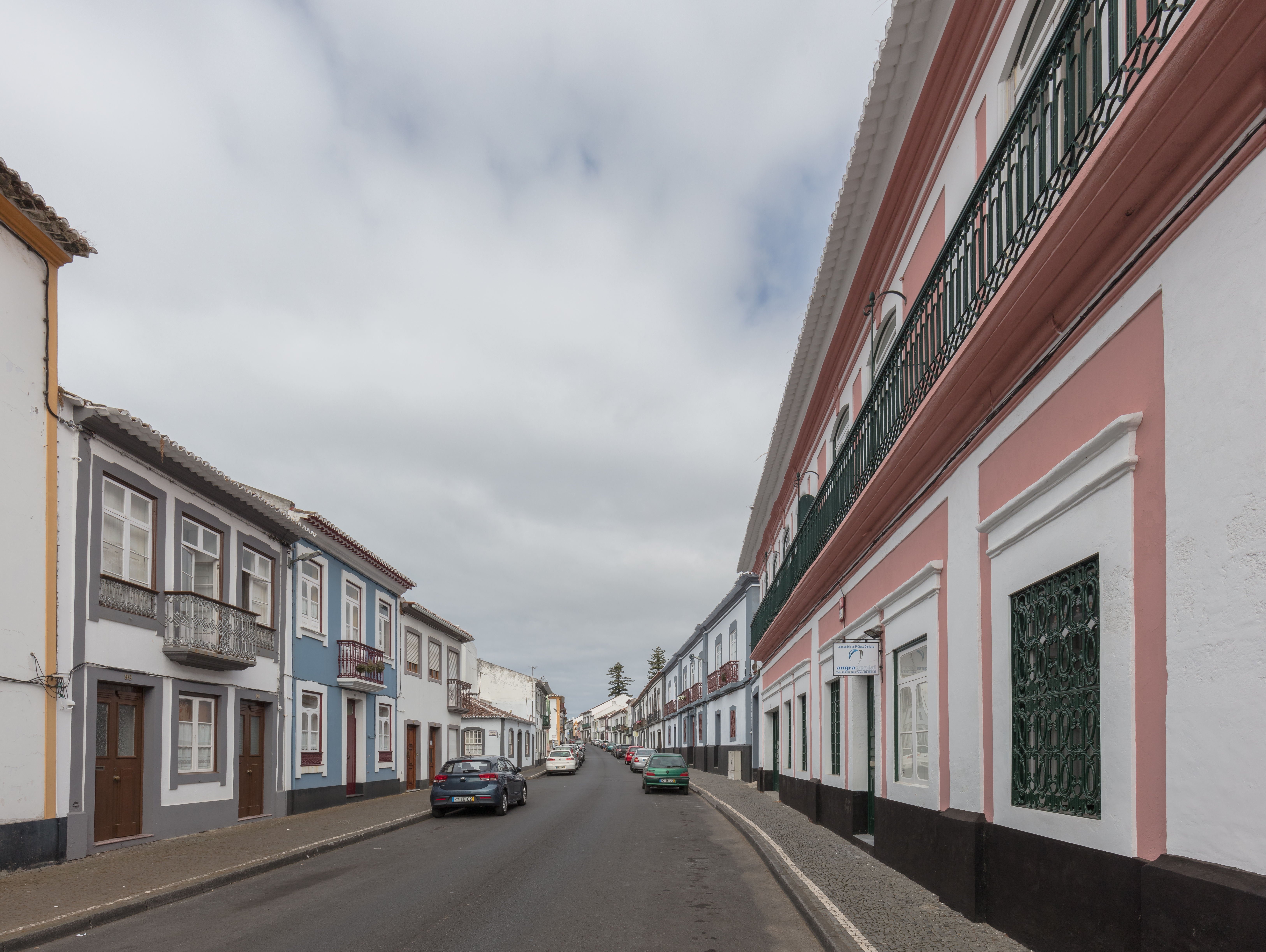
Calle de San Pedro.
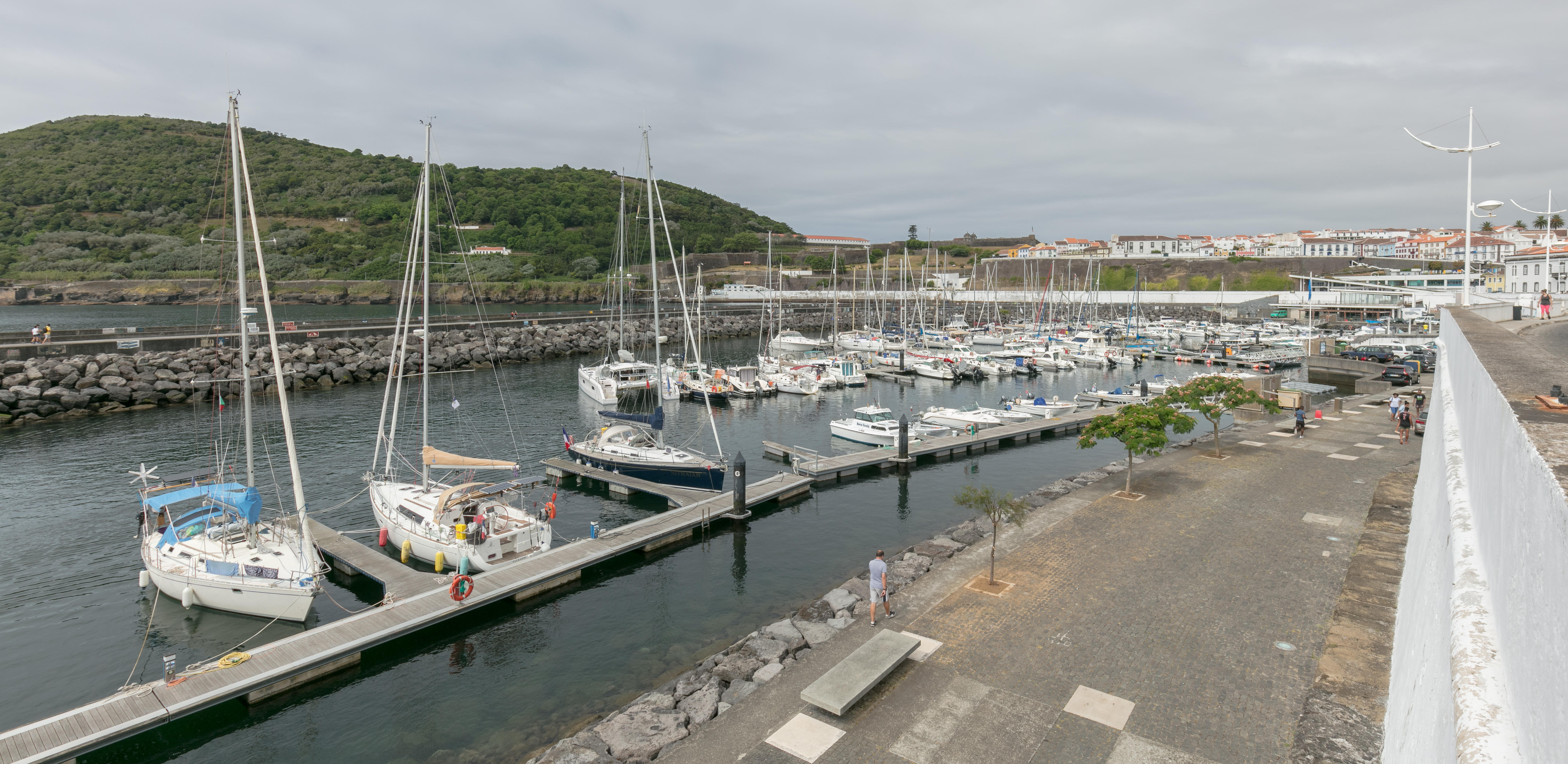
Puerto deportivo.
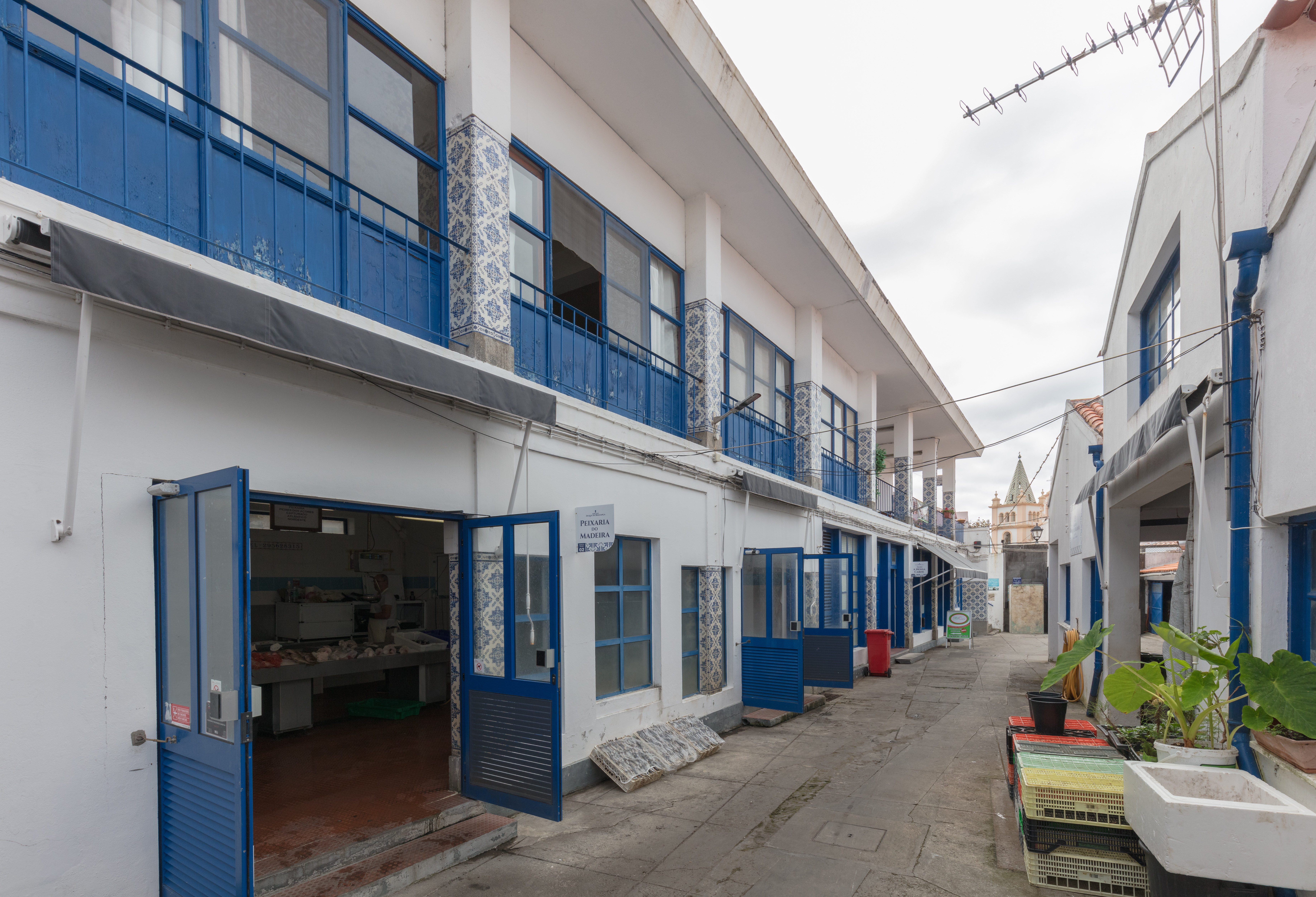
Mercado Duque de Bragança.
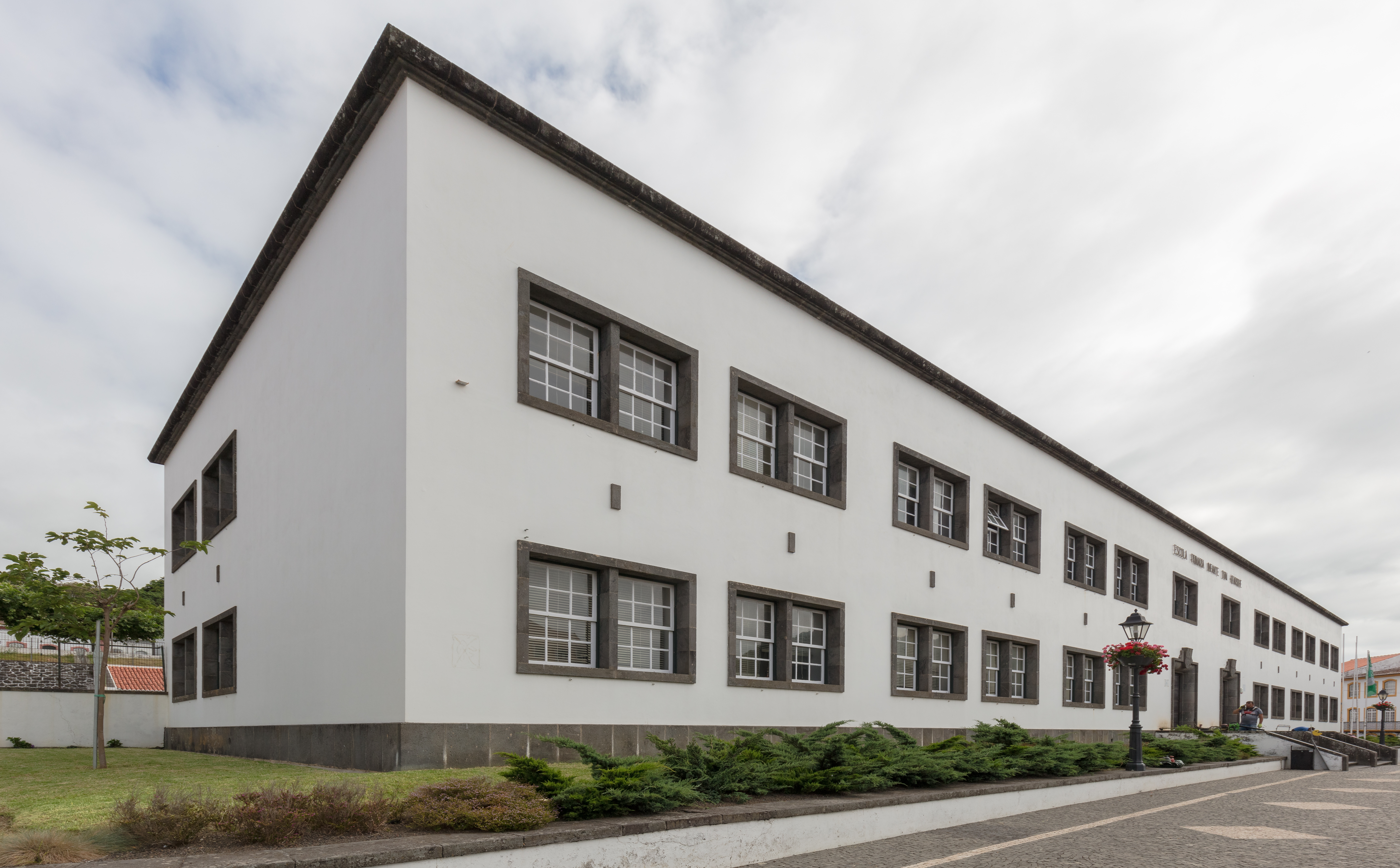
Escuela primaria Infante Dom Henrique.